# الیکایی چمنی تیره
الیکایی چمنی تیره (نام علمی: Amytornis purnelli) نام یک گونه از سرده الیکایی چمنی است.